# Dianthus humilis
Dianthus humilis là loài thực vật có hoa thuộc họ Cẩm chướng. Loài này được Willd. ex Ledeb. mô tả khoa học đầu tiên năm 1842.